# Dorcas Ajoke Adesokan
Dorcas Ajoke Adesokan (* 5. Juli 1998) ist eine nigerianische Badmintonspielerin. 

## Karriere
Dorcas Ajoke Adesokan siegte 2013 bei den Kenya International und bei den Nigeria International. Im gleichen Jahr gewann sie auch Gold bei den Juniorenafrikameisterschaften. 2014 war sie gemeinsam mit Ola Fagbemi im Mixed-Wettbewerb  bei den Uganda International erfolgreich, nachdem sie auch bereits die Damenkonkurrenz bei den Uganda Juniors gewonnen hatte. 2019 belegte sie bei den Afrikaspielen Platz 2 im Dameneinzel.